# Lidija Vissarionovna Zvereva
Lidija Vissarionovna Zvereva (in russo Лидия Виссарионовна Зверева?; nata Lebedeva; 1890 – 1916) è stata un'aviatrice russa.

## Biografia
Figlia del generale zarista Vissarion Lebedev, la giovane Lidija si appassionò in tenera età ai giocattoli meccanici e alle riviste specializzate con disegni tecnici. Nel 1907 si diplomò all'Istituto per nobili fanciulle di Belostok, sebbene alcune fonti riportino che avesse studiato al Ginnasio femminile Mariinskij di Pietroburgo. Dopo gli studi sposò l'ingegnere Ivan Zverev, il quale morì appena dopo due anni di matrimonio. A quel punto Zvereva seguì i suoi genitori a San Pietroburgo.
Nel 1910 si iscrisse alla neonata scuola privata di aviazione Gamajun di Gatčina fondata da Sergej Sergeevič Ščetinin, fondatore della Prima Società Aeronautica Russa. Zvereva fu la prima donna a iscriversi a tale scuola e il 15 luglio 1911 iniziò i voli di addestramento su un Farman IV. Tra i suoi colleghi di corso vi fu anche Konstantin Konstantinovič Arceulov.
Il 10 agosto 1911 Zvereva superò l'esame finale pilotando un Farman IV e decollando a un'altezza di 50-60 m. Divenne così la prima aviatrice donna della storia del suo paese. Il suo traguardo aprì la strada verso la carriera aeronautica ad altre donne russe, come Elena Pavlovna Samsonova, Evdokija Vasil'evna Anatra, Ljubov' Golančikova e Evgenija Michajlovna Šachovskaja.
Nel 1912 Zvereva e il suo mentore e compagno di vita Vladimir Alekseevič Sljusarenko fondarono a Riga la prima scuola di volo e officina aeronautica dei paesi baltici, che accoglieva soprattutto studentesse. In seguito l'officina si trasformò in un piccolo stabilimento per la produzione di aeroplani. Oltre all'insegnamento Zvereva continuò a volare, spingendosi anche a effettuare voli particolarmente audaci per l'epoca, che nemmeno i suoi colleghi uomini osavano effettuare.
Con lo scoppio della prima guerra mondiale Zvereva e Sljusarenko si trasferirono a San Pietroburgo, dove continuarono a costruire aerei. Nel 1916 Zvereva si ammalò di tifo, malattia che la condusse alla morte. Venne sepolta nel cimitero Nikol'skoe del Monastero di Aleksandr Nevskij.